# Llamerada

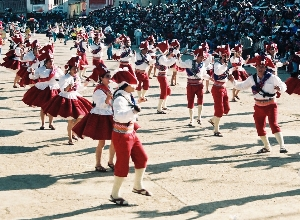
La llamerada

La Llamerada è un tipo di danza popolare, tipica della tradizione della Bolivia, un ricordo dei mulattieri di lama che andavano dagli altipiani alle valli per scambiarsi prodotti.
Questa danza rappresenta il legame tra uomo e lama, un tipico animale delle Ande che fornisce agli abitanti della regione potere e protezione contro il freddo, oltre al trasporto; per questo motivo è rappresentato su vasi in ceramica ed è anche scolpito sulla pietra.
In molte culture precolombiane, la danza è considerata arte e magia: il llamareda ha anche ricevuto un valore rituale quasi magico. I movimenti dei ballerini riproducono la realtà della vita umana, in particolare le scene pastorali, che mantengono vive le tradizioni delle culture pastorali; in particolare la ballerina che ha spostato la fionda indigena, chiamata korawa, che è stata utilizzata per guidare e orientare lo stormo di lama.
Il bagliore è cambiato nel tempo, ci sono innovazioni nella musica, costumi e coreografie, ma fino ad oggi non ha smesso di rappresentare il legame tra l'uomo andino e il lama.